# Balashi (nederzetting)
Balashi is een nederzetting op Aruba. De nederzetting ligt halverwege op het eiland en in het gebied bevindt zich het Spaans Lagoen. Balashi is vooral bekend door de ruïnes van een goudsmelterij en de vestiging nabij de zuidkust van het water- en energiebedrijf WEB Aruba en Brouwerij Nacional Balashi.

## Goudsmelterij

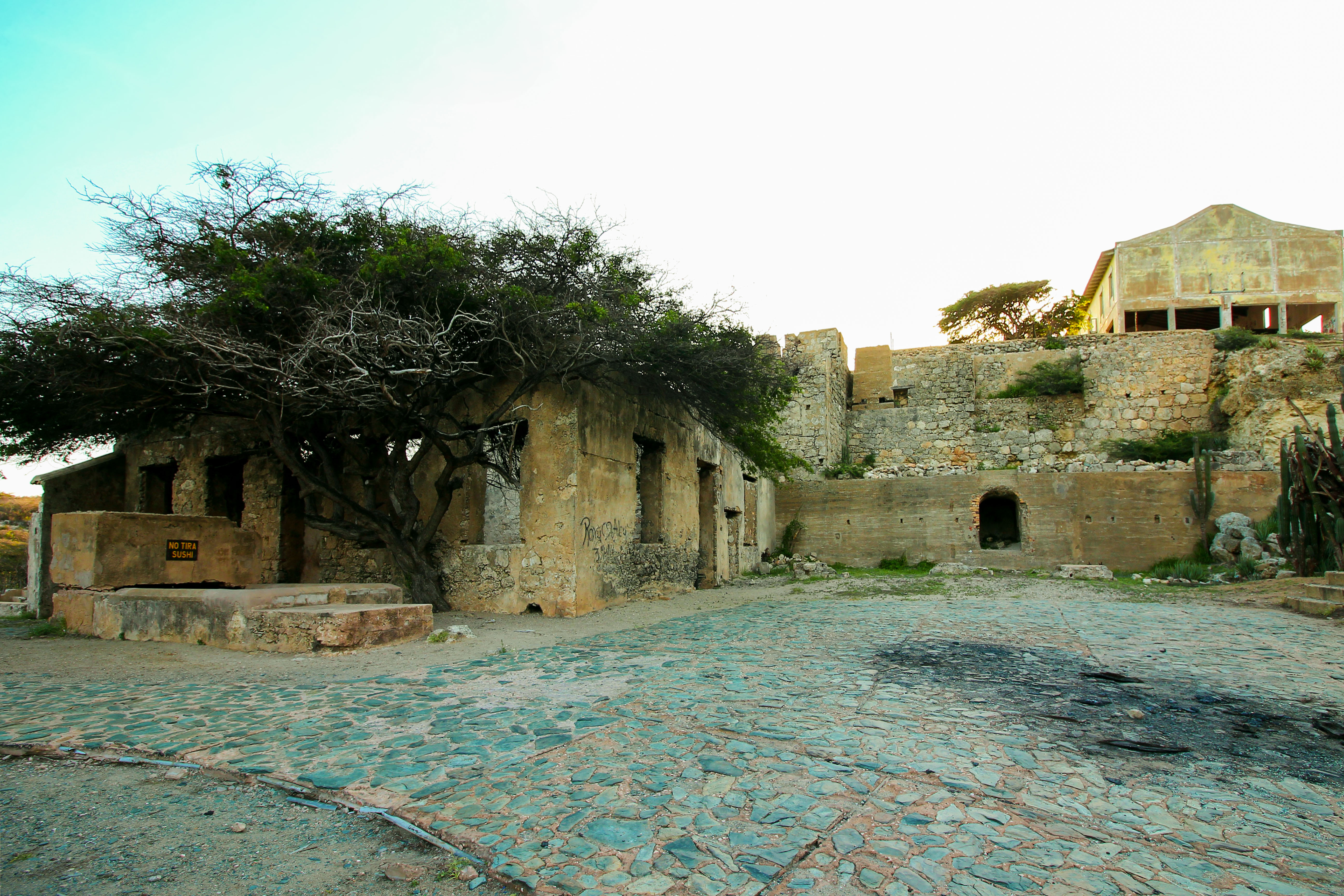
De ruïnes van de voormalige goudmijn bij Balashi

Op Aruba begon de goudkoorts in 1824. In de periode van gouddelving op het eiland zijn er twee smelterijen geweest. Dat waren de smelterij van Bushiribana en de smelterij van Balashi. De goudsmelterij van Balashi werd gebruikt tussen 1900 en 1916. Net na de Eerste Wereldoorlog, een paar jaar later, werd er gestopt met de goudwinning op Aruba. De smelterij wordt door de overheid weinig onderhouden en is flink in verval geraakt, maar de resten van de ruïnes (ovens, ketels, pletmolen etc.) zijn nog steeds intact.